# Campionato sudamericano femminile under 17 di calcio 2008
Il Campionato sudamericano femminile under 17 di calcio 2008, edizione inaugurale della competizione organizzata dalla CONMEBOL e riservata a giocatrici Under-17, si è giocato a Melipilla, Peñalolén e Villarrica, in Cile tra il 12 e il 30 gennaio 2008, e fu vinto dalla Colombia. Le prime tre classificate si sono qualificate per il Campionato mondiale femminile under 17 di calcio 2008, in Nuova Zelanda.

## Prima fase

### Gruppo A
| Squadra   | P.ti | G | V | P | S | GF | GS | DR  |
| --------- | ---- | - | - | - | - | -- | -- | --- |
| Argentina | 9    | 4 | 3 | 0 | 1 | 10 | 4  | +6  |
| Colombia  | 8    | 4 | 2 | 2 | 0 | 10 | 2  | +8  |
| Cile      | 5    | 4 | 1 | 2 | 1 | 6  | 6  | 0   |
| Ecuador   | 5    | 4 | 1 | 2 | 1 | 4  | 4  | 0   |
| Bolivia   | 0    | 4 | 0 | 0 | 4 | 2  | 15 | -13 |

| Melipilla 12 gennaio 2008, ore 19:05 | Cile               | 1 – 1 | Ecuador | Estadio Roberto Bravo Santibañez\| Arbitro: \| Alejandra Trucidos \| |
| Arbitro:                             | Alejandra Trucidos |       |         |                                                                      |

| Melipilla 12 gennaio 2008, ore 21:05 | Argentina    | 5 – 1 | Bolivia | Estadio Roberto Bravo Santibañez\| Arbitro: \| Silvia Reyes \| |
| Arbitro:                             | Silvia Reyes |       |         |                                                                |

| Melipilla 14 gennaio 2008, ore 19:05 | Cile           | 4 – 0 | Bolivia | Estadio Roberto Bravo Santibañez\| Arbitro: \| Claudia Ortega \| |
| Arbitro:                             | Claudia Ortega |       |         |                                                                  |

| Melipilla 14 gennaio 2008, ore 21:05 | Ecuador           | 1 – 1 | Colombia | Estadio Roberto Bravo Santibañez\| Arbitro: \| Gabriela Bandeira \| |
| Arbitro:                             | Gabriela Bandeira |       |          |                                                                     |

| Melipilla 17 gennaio 2008, ore 19:05 | Bolivia            | 1 – 2 | Ecuador | Estadio Roberto Bravo Santibañez\| Arbitro: \| Alejandra Trucidos \| |
| Arbitro:                             | Alejandra Trucidos |       |         |                                                                      |

| Melipilla 17 gennaio 2008, ore 21:05 | Argentina      | 0 – 3 | Colombia | Estadio Roberto Bravo Santibañez\| Arbitro: \| Norma González \| |
| Arbitro:                             | Norma González |       |          |                                                                  |

| Melipilla 19 gennaio 2008, ore 19:05 | Cile           | 1 – 1 | Colombia | Estadio Roberto Bravo Santibañez\| Arbitro: \| Claudia Ortega \| |
| Arbitro:                             | Claudia Ortega |       |          |                                                                  |

| Melipilla 19 gennaio 2008, ore 21:05 | Argentina        | 1 – 0 | Ecuador | Estadio Roberto Bravo Santibañez\| Arbitro: \| Gabriela Bandera \| |
| Arbitro:                             | Gabriela Bandera |       |         |                                                                    |

| Melipilla 22 gennaio 2008, ore 19:05 | Cile         | 0 – 4 | Argentina | Estadio Roberto Bravo Santibañez\| Arbitro: \| Silvia Reyes \| |
| Arbitro:                             | Silvia Reyes |       |           |                                                                |

| Melipilla 22 gennaio 2008, ore 21:05 | Bolivia        | 0 – 5 | Colombia | Estadio Roberto Bravo Santibañez\| Arbitro: \| Norma González \| |
| Arbitro:                             | Norma González |       |          |                                                                  |

### Gruppo B
| Squadra   | P.ti | G | V | P | S | GF | GS | DR  |
| --------- | ---- | - | - | - | - | -- | -- | --- |
| Brasile   | 12   | 4 | 4 | 0 | 0 | 12 | 3  | +9  |
| Paraguay  | 9    | 4 | 3 | 0 | 1 | 15 | 7  | +8  |
| Perù      | 6    | 4 | 2 | 0 | 2 | 5  | 9  | -4  |
| Uruguay   | 3    | 4 | 1 | 0 | 3 | 5  | 8  | -3  |
| Venezuela | 0    | 4 | 0 | 0 | 4 | 6  | 16 | -10 |

| Peñalolén 13 gennaio 2008, ore 19:05 | Perù              | 1 – 4 | Paraguay | Complejo Deportivo del Banco Santander\| Arbitro: \| Carolina González \| |
| Arbitro:                             | Carolina González |       |          |                                                                           |

| Peñalolén 13 gennaio 2008, ore 21:05 | Brasile        | 1 – 0 | Uruguay | Complejo Deportivo del Banco Santander\| Arbitro: \| Adriana Correa \| |
| Arbitro:                             | Adriana Correa |       |         |                                                                        |

| Peñalolén 15 gennaio 2008, ore 19:05 | Uruguay         | 1 – 4 | Paraguay | Complejo Deportivo del Banco Santander\| Arbitro: \| Jésica Di Iorio \| |
| Arbitro:                             | Jésica Di Iorio |       |          |                                                                         |

| Peñalolén 15 gennaio 2008, ore 21:05 | Venezuela      | 2 – 3 | Brasile | Complejo Deportivo del Banco Santander\| Arbitro: \| Karina Triviño \| |
| Arbitro:                             | Karina Triviño |       |         |                                                                        |

| Peñalolén 18 gennaio 2008, ore 19:05 | Perù              | 1 – 0 | Uruguay | Complejo Deportivo del Banco Santander\| Arbitro: \| Carolina González \| |
| Arbitro:                             | Carolina González |       |         |                                                                           |

| Peñalolén 18 gennaio 2008, ore 21:05 | Venezuela       | 0 – 6 | Paraguay | Complejo Deportivo del Banco Santander\| Arbitro: \| Jésica Di Iorio \| |
| Arbitro:                             | Jésica Di Iorio |       |          |                                                                         |

| Peñalolén 20 gennaio 2008, ore 19:05 | Perù           | 3 – 2 | Venezuela | Complejo Deportivo del Banco Santander\| Arbitro: \| Karina Triviño \| |
| Arbitro:                             | Karina Triviño |       |           |                                                                        |

| Peñalolén 20 gennaio 2008, ore 21:05 | Brasile        | 5 – 1 | Paraguay | Complejo Deportivo del Banco Santander\| Arbitro: \| Adriana Correa \| |
| Arbitro:                             | Adriana Correa |       |          |                                                                        |

| Peñalolén 23 gennaio 2008, ore 19:05 | Uruguay         | 4 – 2 | Venezuela | Complejo Deportivo del Banco Santander\| Arbitro: \| Shirley Cornejo \| |
| Arbitro:                             | Shirley Cornejo |       |           |                                                                         |

| Peñalolén 23 gennaio 2008, ore 21:05 | Brasile         | 3 – 0 | Perù | Complejo Deportivo del Banco Santander\| Arbitro: \| Jesica di Iorio \| |
| Arbitro:                             | Jesica di Iorio |       |      |                                                                         |

## Girone finale
| Squadra   | P.ti | G | V | P | S | GF | GS | DR |
| --------- | ---- | - | - | - | - | -- | -- | -- |
| Colombia  | 6    | 3 | 2 | 0 | 1 | 12 | 6  | +6 |
| Brasile   | 6    | 3 | 2 | 0 | 1 | 8  | 7  | +1 |
| Paraguay  | 3    | 3 | 1 | 0 | 2 | 7  | 10 | -3 |
| Argentina | 3    | 3 | 1 | 0 | 2 | 5  | 9  | -4 |

| Squadra qualificata per il Campionato mondiale femminile under 17 di calcio 2008 |

| Villarrica 26 gennaio 2008, ore 20:05 | Argentina      | 2 – 1 | Paraguay | Estadio Municipal\| Arbitro: \| Karina Triviño \| |
| Arbitro:                              | Karina Triviño |       |          |                                                   |

| Villarrica 26 gennaio 2008, ore 22:05 | Brasile      | 3 – 1 | Colombia | Estadio Municipal\| Arbitro: \| Silvia Reyes \| |
| Arbitro:                              | Silvia Reyes |       |          |                                                 |

| Villarrica 28 gennaio 2008, ore 19:05 | Argentina       | 1 – 4 | Colombia | Estadio Municipal\| Arbitro: \| Shirley Cornejo \| |
| Arbitro:                              | Shirley Cornejo |       |          |                                                    |

| Villarrica 28 gennaio 2008, ore 21:05 | Brasile            | 1 – 4 | Paraguay | Estadio Municipal\| Arbitro: \| Alejandra Trucidos \| |
| Arbitro:                              | Alejandra Trucidos |       |          |                                                       |

| Villarrica 30 gennaio 2008, ore 20:05 | Argentina    | – | Brasile | Estadio Municipal\| Arbitro: \| Silvia Reyes \| |
| Arbitro:                              | Silvia Reyes |   |         |                                                 |

| Villarrica 30 gennaio 2008, ore 22:05 | Colombia          | 7 – 2 | Paraguay | Estadio Municipal\| Arbitro: \| Carolina González \| |
| Arbitro:                              | Carolina González |       |          |                                                      |